# 알에글라
알다옌(영어: Al Daayen, 아랍어: الضعاين) 카타르 도하와 알다옌에 있는 구이다. 루사일과 접한다.